# Erasmus Widmann
Erasmus Widmann (Schwäbisch Hall, 1572 - Graz, 1634) fou un compositor i estudiós de la música al Renaixement. Nomenat cantor a Graz vers l'any 1590, tornà el 1599 al seu poble nadiu, on fou preceptor, i el 1602 aconseguí la plaça de mestre de capella dels ducs de Hohenlohe, a Weickersheim. El 1614 passà a Rotenburg com a cantor del Gimnàs, i el 1618 se li donà el mateix lloc en la catedral. Deixà les obres següents:
- Teutsche Gesaenglein, a 4 veus (1607),
- Musikalsche Kurtzweil newer teutscher...Gesänglein (1611),
- Tantz und Curranten, (1611),
- Musikalischer Tugendspiegel mit schönen historischen und politischen Texten, a 4 i 5 veus (1614),
- Un llibre de motets, de 3 a 8 veus (1619),
- Einschön newer ritterlicher Auffzug vom Kampff zwischen Concordia und Discordia (1620),
- Musikalischer Stu dentenmut, a 4 i 5 veus (1622),
- Musikalische Kurzweil in Kanzonen, Intraden, Bellettien, etc., a 4 i 5 veus (1618-22), i un llibre d'antífones, himnes i responsoris (1627).